# NGC 4544
NGC 4544 este o galaxie spirală situată în constelația Fecioara. A fost descoperită în 27 aprilie 1887 de către Edward D. Swift⁠(d). Se află la o distanță de 17,14 megaparseci de Pământ.